# سید کاظم میرولد
سید کاظم میرولد (زاده ۱۳۳۴ ملایر) سیاستمدار و مدیر اجرایی ایرانی است که به‌عنوان رئیس هیئت مدیره بانک پاسارگاد و عضو هیئت مدیره گروه گسترش انرژی پاسارگاد و شرکت هلدینگ معدنی خاورمیانه فعالیت می‌کرد.
وی دانش‌آموخته کارشناسی مهندسی راه‌وساختمان و کارشناسی ارشد مدیریت دولتی است و فعالیت شغلی خود را از سال ۱۳۵۸ در شرکت مشانیر آغاز کرد. میرولد از سال ۱۳۶۴ تا ۱۳۶۷ استانداری ایلام را بر عهده داشت و از سال ۱۳۶۷ تا ۱۳۷۵ نماینده ملایر در ادوار سوم و چهارم مجلس شورای اسلامی بود. وی در فاصله سال‌های ۱۳۷۶ تا ۱۳۸۳ به‌عنوان رئیس دیوان محاسبات کشور فعالیت می‌نمود و از ۱۳۹۲ تا ۱۳۹۳ نیز معاونت سیاسی وزارت کشور را در دولت یازدهم برعهده داشت.